# 兀孩
兀孩·合勒札（蒙古语：Uqai Qalǰa），是13世纪初蒙古帝国的千户长，出身札剌亦儿部，波斯文史料《史集》将其记作作اوقای قالج（ūqāī qālja），他与兄弟合剌术（قاراجو，qarājū）共同统领一个千户。
兀孩所属的札剌亦儿部曾是独立的兀鲁思，后被成吉思汗远祖海都汗征服，札剌亦儿人因此成为蒙古部的“私属奴隶”。兀孩、合剌术兄弟家族世代为成吉思汗家族的“私属奴隶”，兀孩本人也以曾受成吉思汗之父也速该委托管理羊群等家产为荣。1206年蒙古帝国建立后，成吉思汗欲将兀孩、合剌术兄弟列为“伴当”，兄弟二人以“我们受你父也速该之命管理羊群”为由推辞，希望继续以千夫长身份管理成吉思汗家族的羊群。兀孩率领的千户与兀答赤率领的“森林兀良合”千户共同负责守护不儿罕·合勒敦山的成吉思汗家族陵墓。
兀孩之子为撒巴，成吉思汗势力尚弱时，遭宿敌篾儿乞部突袭，妻子孛儿帖被掳。成吉思汗向曾与也速该结盟的克烈部王汗求助，在王汗协助下孛儿帖得以归还，而奉命迎接孛儿帖的正是撒巴。归途中，已怀孕的孛儿帖生下术赤。因道路艰险且无摇篮，撒巴用面粉做成食物包裹术赤，再用衣襟裹住，平安将其送回成吉思汗处。
撒巴之子撒儿塔黑曾任伊儿汗国第四代君主阿鲁浑的斡耳朵长。撒儿塔黑有子合察儿、女阿迪勒·沙·哈敦，阿迪勒·沙嫁予第八代君主完者都，育有一子苏莱曼·沙。
阿里不哥之子明里帖木儿的那可儿中有兀孩后裔章吉·古列坚。“古列坚（驸马）”之称表明其与成吉思汗家族女性通婚，推测可能是阿里不哥家族的女性。明里帖木儿等人发动昔里吉之乱时，章吉率领的札剌亦儿千人队大部追随主君加入叛军，后并入海都势力。
1290年（元世祖至元二十七年），袭击哈密地区并与元朝属臣出伯、拜答寒等察合台系诸王交战的“章吉”，被认为可能与章吉·古列坚为同一人。